# Kevin Gerhart
Kevin Gerhart (* 1989 oder 1990 in Brunswick, Ohio) ist ein professioneller US-amerikanischer Pokerspieler. Er ist vierfacher Braceletgewinner der World Series of Poker.

## Pokerkarriere

### Werdegang
Seine erste Geldplatzierung bei einem Live-Turnier erzielte Gerhart im März 2016 in Cincinnati. Im Juni 2016 war er erstmals bei der World Series of Poker (WSOP) im Rio All-Suite Hotel and Casino am Las Vegas Strip erfolgreich und kam bei einem Turnier der Variante No Limit Hold’em in die Geldränge. Anschließend erreichte er auch beim Main Event der Turnierserie die bezahlten Plätze. Bei der WSOP 2019 spielte Gerhart erstmals ein Turnier in Razz und gewann das Event, was ihm knapp 120.000 US-Dollar sowie ein Bracelet einbrachte. Anfang Dezember 2019 setzte er sich bei einem Turnier des Winter Classic im Wynn Las Vegas durch und erhielt rund 70.000 US-Dollar. Im Juli 2020 gewann er unter dem Nickname TheRealKG ein Omaha-Turnier der aufgrund der COVID-19-Pandemie bei WSOP.com ausgespielten World Series of Poker Online und sicherte sich knapp 100.000 US-Dollar sowie sein zweites Bracelet. Bei der WSOP 2021 entschied der Amerikaner Ende Oktober 2021 die H.O.R.S.E. Championship für sich und erhielt sein drittes Bracelet sowie sein bisher höchstes Preisgeld von über 360.000 US-Dollar. Knapp zwei Wochen später gewann er bei der Turnierserie auch ein Event in Pot Limit Omaha Hi-Lo und sicherte sich ein weiteres Bracelet und mehr als 185.000 US-Dollar.
Insgesamt hat sich Gerhart mit Poker bei Live-Turnieren mehr als eine Million US-Dollar erspielt.

### Braceletübersicht
Gerhart kam bei der WSOP 44-mal ins Geld und gewann vier Bracelets:
| Jahr   | Buy-in (in $) | Turnier                                      | Teilnehmer | Preisgeld (in $) |
| ------ | ------------- | -------------------------------------------- | ---------- | ---------------- |
| 2019 O | 01.500        | Razz                                         | 0363       | 119.054          |
| 2020 O | 00.500        | WSOP.com – PLO 6-Handed                      | 1137       | 097.572          |
| 2021 O | 10.000        | H.O.R.S.E. Championship                      | 0149       | 361.124          |
| 2021 O | 01.500        | Pot-Limit Omaha Hi-Lo 8 or Better (8-Handed) | 0725       | 186.789          |